# Ammon (potomek Zarahemlův)
Ammon (potomek Zarahemluv) je postava v Knize Mormonově, americkém náboženském díle. Vystupuje v 7., 21. a 22. kapitole Knihy Mosiáš. Panují pochyby o tom, zda se jedná o historickou osobu.
Ammon byl potomek Zarahemluv, žijící údajně okolo roku 121 př. n. l., a vystupuje v Knize Mosiáš. Kniha Mormonova jej popisuje jako "mocného a silného" muže, který vedl výpravu ze Zarahemly do země Lehi-Nefi. Nalezl tam lid Zenifův a pomohl jej králi Limhimu osvobodit. Jednou z důležitých pasáží o Ammonovi najdeme v kapitole 8, kde vysvětlil, kdo je to vidoucí.